# Радогощь (Ленинградская область)
Ра́догощь (вепс. Arskaht’) — деревня в Ефимовском городском поселении Бокситогорского района Ленинградской области. Бывший административный центр Радогощинского сельского поселения.

## Название
Происходит от старинного личного имени Радогость.

## История
РАДОГОЩА — деревня Радогощинского общества, прихода Кайгушского погоста. 

Крестьянских дворов — 21. Строений — 32, в том числе жилых — 25. Жители занимаются рубкой, возкой и сплавом леса.

Число жителей по семейным спискам 1879 г.: 54 м. п., 68 ж. п.; по приходским сведениям 1879 г.: 54 м. п., 68 ж. п.

Сборник Центрального статистического комитета описывал деревню так:

РАДОГОЩА — деревня бывшая владельческая, дворов — 21, жителей — 132; Волостное правление, часовня, в 11 верстах — 2 церкви православных. (1885 год)

В конце XIX — начале XX века деревня административно относилась к Борисовщинской волости 5-го земского участка 3-го стана Тихвинского уезда Новгородской губернии.

РАДОГОЩА — деревня Радогощского сельского общества при озере Рябово, число дворов — 32, число домов — 32, число жителей: 96 м. п., 93 ж. п.;
 Часовня. Земская школа. Хлебозапасный магазин. Фельдшер. Волостное правление. Мелочная лавка. Квартира полицейского урядника. (1910 год)

С 1917 по 1918 год деревня Радогоща входила в состав Борисовщинской волости Тихвинского уезда Новгородской губернии.
С 1918 года, в составе Череповецкой губернии.
С 1927 года, в составе Радогощенского сельсовета Ефимовского района.
По данным 1933 года деревня Радогоща являлась административным центром Радогощенского вепсского национального сельсовета Ефимовского района, в который входили 11 населённых пунктов: деревни Белячиха, Боброзеро, Бочево, Маслово, Нажимова Гора, Панешино, Радогоща, Родиониха, Сташково, Татарово, Фёдорова Гора, общей численностью населения 1400 человек.
По данным 1936 года в состав Радогощенского вепсского национального сельсовета входили 14 населённых пунктов, 231 хозяйство и 10 колхозов.
С 1965 года, в составе Бокситогорского района. В 1965 году население деревни составляло 108 человек.
По данным 1966 и 1973 годов деревня называлась Радогоща и также являлась административным центром Радогощинского сельсовета, в деревне располагалась центральная усадьба подсобного хозяйства «Ефимовское».
По данным 1990 года деревня называлась Радогощь, в ней проживали 314 человек. Деревня также являлась административным центром Радогощинского сельсовета в который входили 18 населённых пунктов: деревни Абрамова Гора, Амосова Гора, Белячиха, Боброзеро, Борисовщина, Бочево, Дмитрово, Койгуши, Корталы-Усадище, Окулово, Остров, Петрово, Пожарище, Пудрино, Пятино, Радогощь, Тедрово, Чайгино, общей численностью населения 505 человек.
В 1997 году в деревне Радогощь Радогощинской волости проживали 375 человек, в 2002 году — 320 человек (русские — 79 %).
В 2007 году в деревне Радогощь Радогощинского СП проживали 372 человека, в 2010 году — 305, в 2015 году — 346 человек.
В мае 2019 года Радогощинское сельское поселение вошло в состав Ефимовского городского поселения.

## География
Деревня расположена в северо-восточной части района на стыке автодорог 41К-032 (Заголодно — Ефимовский — Радогощь), 41К-038 (Радогощь — Пелуши) и Анхимово — Радогощь.
Расстояние до районного центра — 121 км
Деревня находится на левом берегу реки Лидь. К югу от деревни находится озеро Рябово, к северу — озеро Палозеро.

## Демография
| 1997 | 2002 | 2007 | 2010 | 2017 |
| ---- | ---- | ---- | ---- | ---- |
| 375  | ↘320 | ↗372 | ↘305 | ↗331 |

## Инфраструктура
На 1 января 2015 года в деревне было зарегистрировано 80 домохозяйств, в которых постоянно проживали 346 человек.
На 1 января 2016 года в деревне было зарегистрировано: домохозяйств — 80, проживающих постоянно — 290 человек.
На 1 января 2017 года в деревне было зарегистрировано: домохозяйств — 83, проживающих постоянно — 290 человек.
Имеется торговая точка, отделение почты, Дом культуры. Ранее в деревне действовала школа, в которой изучался вепсский язык. На территории бывшей школы установлен обелиск в память о земляках, погибших во время Великой Отечественной войны.